# Karen Clark (Synchronschwimmerin)
Karen Lynn Clark (* 9. April 1972 in Montreal) ist eine ehemalige kanadische Synchronschwimmerin.

## Erfolge
Karen Clark begann im Alter von sechs Jahren mit dem Synchronschwimmen und war bereits in ihrer Juniorinnenzeit sehr erfolgreich. Bei den Erwachsenen gewann sie 1991 in Perth mit Silber im Mannschaftswettbewerb der Weltmeisterschaften ihre erste internationale Medaille. Diesen Erfolg wiederholte sie mit der Mannschaft auch bei den Weltmeisterschaften 1994 in Rom. Ein Jahr darauf folgte bei den Panamerikanischen Spielen in Mar del Plata der Gewinn zweier weiterer Silbermedaillen im Solo sowie in der Mannschaftskonkurrenz. 1996 gehörte Clark zum kanadischen Aufgebot bei den Olympischen Spielen in Atlanta. Zusammen mit Erin Woodley, Sylvie Fréchette, Janice Bremner, Karen Fonteyne, Christine Larsen, Valérie Hould-Marchand, Cari Read und Lisa Alexander gelang ihr im Mannschaftswettbewerb mit 98,367 Punkten das zweitbeste Ergebnis des Wettkampfs, womit die Kanadierinnen hinter der mit 99,720 Punkten siegreichen Mannschaft der Vereinigten Staaten erneut die Silbermedaille gewannen. Bronze ging an Japan mit 97,753 Punkten.
Aufgrund einer Rückenverletzung und mehrerer Operationen beendete Clark 1997 ihre Karriere. Sie schloss ein Studium an der University of Calgary ab und arbeitete anschließend als Sportjournalistin. 2004 wurde sie in die Mississauga Sports Halls of Fame aufgenommen, zwei Jahre später in die Alberta Sports Halls of Fame.